# البرقوقيين (أنجرة)
البرقوقيين هي إحدى مشيخات المملكة المغربية، تتبع جغرافيا لإقليم الفحص أنجرة وإداريًا لأنجرة. يقدر عدد سكانها بـ 6312 نسمة حسب الإحصاء الرسمي للسكان والسكنى لسنة 2004.